# Roland Lessing
Pour les articles homonymes, voir Lessing.
Roland Lessing, né le 14 avril 1978 à Tartu, est un biathlète estonien. Il compte un podium de Coupe du monde, obtenu le 20 décembre 2009 à Pokljuka et cinq participations aux Jeux olympiques entre 2002 et 2018.

## Biographie
Membre du club d'Elva, Roland Lessing commence sa carrière internationale en 1997 à l'occasion des Championnats du monde junior. Au niveau sénior, sa première saison en Coupe du monde a lieu en 1998-1999, prenant part également aux Championnats du monde.
Il participe à ses premiers jeux olympiques en 2002, où il est 45e de l'individuel, 70e du sprint et 11e du relais.
Il émerge vers le haut du classement lors de l'hiver 2005-2006 avec une douzième place au sprint d'Östersund, marquant ses premiers points en Coupe du monde. Il prend part ensuite aux Jeux olympiques de Turin, arrivant 58e du sprint, 51e de la poursuite, 62e de l'individuel et 15e du relais. En 2007, il remporte sa première récompense internationale sur les Championnats du monde de biathlon d'été avec la médaille de bronze sur le sprint.
Il obtient finalement son premier top dix en 2009 à Trondheim (10e) puis son premier podium à la poursuite de Pokljuka, grâce à un sans faute au tir, juste derrière Evgeny Ustyugov. Il n'obtient pas de résultats aussi probants aux Jeux olympiques d'hiver de 2010, où il est 65e de l'individuel, 62e du sprint et 14e du relais.
Il signe son meilleur classement général dans la Coupe du monde en 2014/2015 (48e), année où il obtient son meilleur résultat aux Championnats du monde avec une 15e place à l'individuel à Kontiolahti.
En 2018, l'Estonien se rend à ses cinquièmes jeux olympiques, à Pyeongchang, où il établit sa meilleure performance individuelle en cinq éditions avec une 41e position sur le sprint.
Aux Championnats du monde 2019, pour sa seizième participation, il est encore 25e sur l'individuel.
Roland Lessing prend sa retraite sportive en 2019.

## Palmarès
| Épreuve / Édition                   | Individuel | Sprint | Poursuite | Départ en masse                  | Relais | Relais mixte                     |
| Jeux olympiques 2002 Salt Lake City | 45e        | 70e    | -         | Épreuve inexistante à cette date | 11e    | Épreuve inexistante à cette date |
| Jeux olympiques 2006 Turin          | 62e        | 58e    | 51e       | -                                | 15e    | Épreuve inexistante à cette date |
| Jeux olympiques 2010 Vancouver      | 65e        | 62e    | -         | -                                | 14e    | Épreuve inexistante à cette date |
| Jeux olympiques 2014 Sotchi         | -          | 66e    | -         | -                                | 17e    | -                                |
| Jeux olympiques 2018 Pyeongchang    | 70e        | 41e    | 53e       | -                                | 13e    | -                                |

- - : pas de participation à l'épreuve.
- : épreuve inexistante lors de cette édition.

### Championnats du monde
| Épreuve / Édition                      | Individuel | Sprint | Poursuite | Mass start | Relais | Relais mixte                     |
| Mondiaux 1999 Kontiolahti Holmenkollen | -          | 47e    | 55e       | -          | 13e    | Épreuve inexistante à cette date |
| Mondiaux 2000 Holmenkollen             | -          | 64e    | -         | -          | 13e    | Épreuve inexistante à cette date |
| Mondiaux 2001 Pokljuka                 | -          | 65e    | -         | -          | -      | Épreuve inexistante à cette date |
| Mondiaux 2003 Khanty-Mansiïsk          | 68e        | -      | -         | -          | 9e     | Épreuve inexistante à cette date |
| Mondiaux 2004 Oberhof                  | 83e        | 84e    | -         | -          | 14e    | Épreuve inexistante à cette date |
| Mondiaux 2005 Hochfilzen               | 84e        | 50e    | 40e       | -          | 16e    | -                                |
| Mondiaux 2007 Antholz                  | 23e        | 42e    | 37e       | -          | 11e    | 12e                              |
| Mondiaux 2008 Östersund                | 74e        | 17e    | 32e       | -          | 12e    | 11e                              |
| Mondiaux 2009 Pyeongchang              | 68e        | 67e    | -         | -          | 14e    | 13e                              |
| Mondiaux 2011 Khanty-Mansiïsk          | 41e        | -      | -         | -          | -      | 15e                              |
| Mondiaux 2012 Ruhpolding               | 67e        | 58e    | 39e       | -          | 18e    | 15e                              |
| Mondiaux 2013 Nove Mesto               | 58e        | 71e    | -         | -          | 15e    | 19e                              |
| Mondiaux 2015 Kontiolahti              | 15e        | 31e    | 27e       | 30e        | 15e    | -                                |
| Mondiaux 2016 Holmenkollen             | 50e        | 37e    | 35e       | -          | 14e    | -                                |
| Mondiaux 2017 Hochfilzen               | 48e        | 52e    | 51e       | -          | 21e    | -                                |
| Mondiaux 2019 Östersund                | 25e        | 80e    | -         | -          | 14e    | -                                |

### Coupe du monde
- Meilleur classement général : 48e en 2015.
- 1 podium individuel : 1 deuxième place.

#### Classements en Coupe du monde
| Année     | Classement général final | Sprint | Poursuite | Individuel | Mass start |
| 2005-2006 | 60e                      | 54e    | 48e       | -          | -          |
| 2006-2007 | 63e                      | -      | -         | 28e        | -          |
| 2007-2008 | 67e                      | 50e    | -         | -          | -          |
| 2008-2009 | 61e                      | 59e    | 63e       | 46e        | -          |
| 2009-2010 | 59e                      | 74e    | 36e       | -          | -          |
| 2010-2011 | 67e                      | 57e    | 61e       | -          | -          |
| 2011-2012 | 81e                      | 86e    | -         | 46e        | -          |
| 2014-2015 | 48e                      | 52e    | 64e       | 31e        | 34e        |
| 2015-2016 | 90e                      | 88e    | 74e       | -          | -          |
| 2017-2018 | 75e                      | 73e    | 64e       | -          | -          |
| 2018-2019 | 70e                      | 84e    | -         | 38e        | -          |

### Championnats du monde de biathlon d'été
- Médaille de bronze du sprint en 2007.